# Darya Dadvar

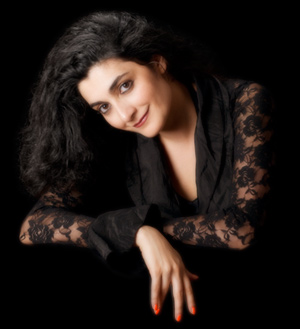
Darya Dadvar (2008)

Darya Dadvar (persisch دريا دادور; geb. 1971 in Maschhad) ist eine iranische Sopranistin und Komponistin, die heute in Frankreich lebt. Ihr Repertoire umfasst Opernarien, Barockmusik, zeitgenössisches Lied bis hin zu traditioneller persischer Musik.

## Biographie
Darya Dadvar wurde 1971 in Maschhad im Nordosten des Iran geboren, ihre Mutter war ebenfalls Sängerin und leitete ein Marionettentheater. Darya Dadvar wuchs in Teheran auf und ging 1991 nach Frankreich, um klassische Musik zu studieren. Sie schloss ihr Studium am Conservatoire à rayonnement régional in Toulouse im Jahr 1999 mit einem Diplome d’Étude Musicale (Médaille d’or) ab. Danach schloss sie einen vierjährigen Studiengang zur Barockmusik ebenfalls am Konservatorium von Toulouse an und absolvierte parallel dazu einen Masterstudiengang an der École des Beaux-Arts in Toulouse.

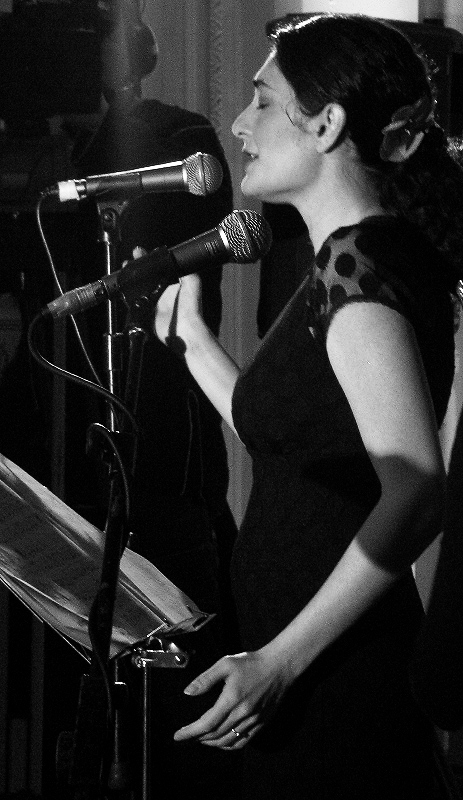
Darya Dadvar (2010)

Sie gibt und gab zahlreiche Konzerte in Frankreich, Deutschland, Großbritannien, Schweden, Kanada und den USA sowie im Iran. 2002 wurde sie eingeladen, in Teheran mit dem armenischen Symphonieorchester zu singen, wo sie die Rolle der Tahmineh in dem Werk von Loris Tjeknavorian übernahm, das auf der Episode Shâh Nâmeh der persischen Sage Rostam und Sohrab basiert. Damit war sie 24 Jahre nach der Islamischen Revolution die erste Frau, die als Solistin im Iran auf einer Bühne stand.
Darya Dadvar spricht Persisch, Aserbaidschanisch, Französisch und Englisch. Sie singt in diesen Sprachen und darüber hinaus auch auf Deutsch und Italienisch, sowie auf Arabisch, Kurdisch, Armenisch und in einigen Dialekten des Iran (Gilaki oder Mazandarani).